# Andrew Hull Foote

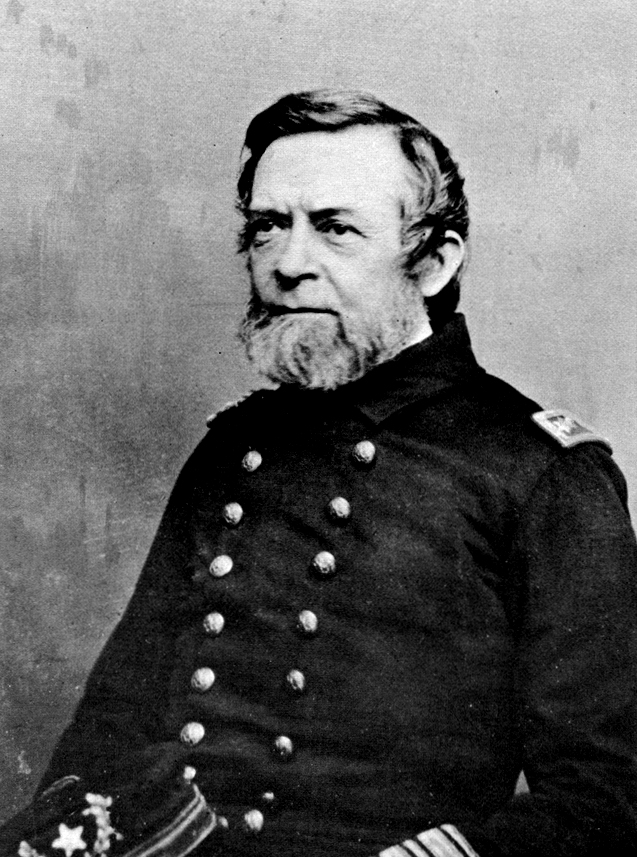
Andrew Hull Foote (um 1860)

Andrew Hull Foote (* 12. September 1806 in New Haven, Connecticut; † 26. Juni 1863 in New York City) war ein Konteradmiral der United States Navy, der während des amerikanischen Bürgerkrieges gedient hat.
Geboren wurde er in New Haven, Connecticut. Sein Vater war der US-Senator Samuel A. Foot (auch Foote). Foote ging im Jahre 1826 auf die US-Militärakademie in West Point. Ein halbes Jahr später entschied er sich jedoch für eine Karriere in der US Navy. Zwischen 1822 und 1843 diente Foote in der Karibik, im Pazifik, im Mittelmeer und an der Philadelphia Navy Yard (Werft von Philadelphia).
Zwischen 1849 und 1851 kommandierte Foote die USS Perry, welche vor der Küste Afrikas patrouillierte und deren Ziel es war, den Sklavenhandel zu verhindern. Diese persönliche Erfahrung machte ihn zu einem Befürworter der Befreiung der Sklaven. Er wurde zu einem bekannten Fürsprecher der Anti-Sklavereibewegung. In den Jahren 1851 bis 1856 diente Foote in verschiedenen Posten an Land, unter anderem im US Navy Effenciecy Board (US-Marine Ausschuss für Effizienz), der von Kommodore Samuel Francis Du Pont gegründet wurde.
Foote wurde im Jahre 1856 zum Commander befördert und kommandierte die USS Portsmouth im East India Squadron (Ostindien-Geschwader). Foote war damit beauftragt, die britischen Operationen gegen Kanton während des Zweiten Opiumkrieges zu beobachten, doch dies hatte zur Folge, dass er von chinesischen Küstenbatterien angegriffen wurde. Foote kommandierte daraufhin eine Vergeltungsoperation gegen die Verteidigungsforts der Chinesen. 1858 kehrte er in die Vereinigten Staaten zurück und kommandierte die Brooklyn Navy Yard in New York. Diesen Posten behielt er bis zum Ausbruch des amerikanischen Bürgerkriegs.
Vom 30. August 1861 bis zum 9. Mai 1862 kommandierte Foote das Mississippi River Squadron (Mississippi Fluss Geschwader) mit Auszeichnung. Er organisierte und leitete die Eroberung der Forts Henry, Donelson und der „Insel Nummer 10“. Für seine Taten in diesen drei Schlachten erhielt er Danksagungen vom Kongress. Bei den Kämpfen um Fort Denelson wurde Foote verwundet. Am 16. Juli 1862 wurde er zum Rear Admiral befördert und war auf dem Weg zu seinem neuen Kommando, dem South Atlantic Blockading Squadron (Süd Atlantik Blockade Geschwader), als er am 26. Juni 1863 in New York starb.
Drei Schiffe wurden nach ihm Foote genannt, darunter der 1942 in Dienst gestellte Zerstörer Foote. Ebenso war er Namensgeber für ein Bürgerkriegsfort am Potomac River, jetzt ein Nationalpark.